# 屋久島沖米軍オスプレイ墜落事故
屋久島沖米軍オスプレイ墜落事故（やくしまおきべいぐんオスプレイついらくじこ）は、2023年11月29日に、横田基地所属のアメリカ空軍CV-22Bオスプレイが、鹿児島県の屋久島沖で墜落した事故。アメリカ空軍は通常訓練中の事故だったとしている。
日本国内では初のオスプレイによる死亡事故となった。

## 概要
2023年11月29日15時前、アメリカ空軍の第353特殊作戦航空団所属で横田基地配備のCV-22Bオスプレイ（以後「事故機」とする）が、鹿児島県屋久島安房地区の東側約1 km沖合の東シナ海に墜落し、乗組員8人全員が死亡した。事故機は、晴天で風速1.9 m/sという気象条件の中、定期的な訓練任務で山口県の岩国航空基地から沖縄県の嘉手納基地に向けて3機編隊で飛行中、何らかの異常事態に陥り屋久島空港への緊急着陸要請を行って、同空港に着陸を試みたものの、その途上で海上に墜落した。事故機は14時40分ごろ、自衛隊のレーダーから航跡が消失している。
目撃情報によると、事故機は北から屋久島空港に近づき、一度は南へ通過。反転して再び空港に向かう途中で1 - 2回ほど回転した後オレンジ色の火を噴き、進行方向右に180度回転し背面飛行に。間を置かず左エンジンが爆発、10秒ほどで垂直に墜落、水柱が50 - 100 m上がったとされる。墜落後は海面に青白い油が浮き、救命いかだや残骸も浮いているのが複数の地元民に目撃されている。
なお、屋久島空港は平行誘導路がなく、管制官は常駐せず近隣の大規模空港から遠隔で航空管制を行うリモート空港のため、事故機がすぐ着陸できる状況ではなかったことが判明している。緊急着陸要請時、日本エアコミューターの大阪行きJAL2450便（JALコードシェア便。定刻14時40分発、乗員3人、乗客29人）が離陸体制に入っており、鹿児島空港の情報官は事故機に「滑走路は使用中」と伝え、数分間やりとりが続いた。14時35分ごろ、JAL2450便が動き出し、まもなく離陸。14時38分ごろ、情報官は屋久島空港に緊急着陸の要請を電話で伝えたが、その約2分後に事故機は墜落している。
事故後すぐ、地元の漁業従事者などにより乗組員1人が遺体で発見された。12月4日にはさらに5人をアメリカ海軍および海上自衛隊の艦艇・潜水士が発見した。残る2人は「DUSTWUN」状態となっていたが、5日には死亡認定された
。12月10日にはさらに1人が発見収容され、12月13日現在も残る1人の捜索が継続されている。
日米捜索チーム（アメリカ陸海空軍および海兵隊、陸海空自衛隊、海上保安庁、日本民間ボランティア、地元漁業従事者）は8日までに屋久島沿岸を計約90 kmにわたって捜索、さらに種子島南部の沿岸も捜索。投入兵力としては、艦船のべ23隻、有人機同46機、ドローン同11機で、50,000 km2以上の海面を捜索。潜水士50人以上、水中無人機（ドローン）10機で69 km2以上の海底を調べた。アメリカ空軍特殊作戦司令部は本事故を巡って、日本の公的機関に加えて民間のボランティア100人以上が行方不明者の捜索に協力していると明らかにし、「休みなく支援してくれていることに大きな恩義を感じる」と謝意を表明した。
事故を受け、6日、米軍は事故原因は不明としながらも、全世界でオスプレイの運用を停止した。陸上自衛隊は事故直後から、オスプレイの運用を停止した。
事故現場に近い安房港は漁港でもあるが捜索活動で利用され、また事故現場付近の海域は漁場となっており、周辺の漁業活動は「操業自粛区域」が防衛省によって設けられるなど、影響を受けた。防衛省は、町の要請を受けて捜索した際の漁船の燃料費や、事故の影響で休業した日数に応じて補償を行う意向を漁協に説明している。
2024年3月8日、米海海軍はオスプレイの運用停止措置を解除したと発表した。事故原因については「特定の部品の不具合」により生じたと説明した。日本国内においては同月14日に飛行を再開した。

## 捜索

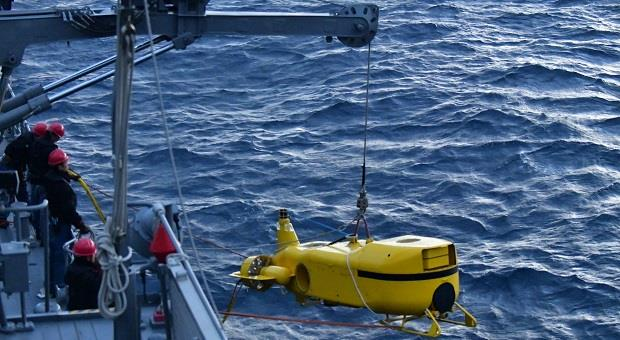
S-10 水中航走式機雷掃討具を用いた捜索

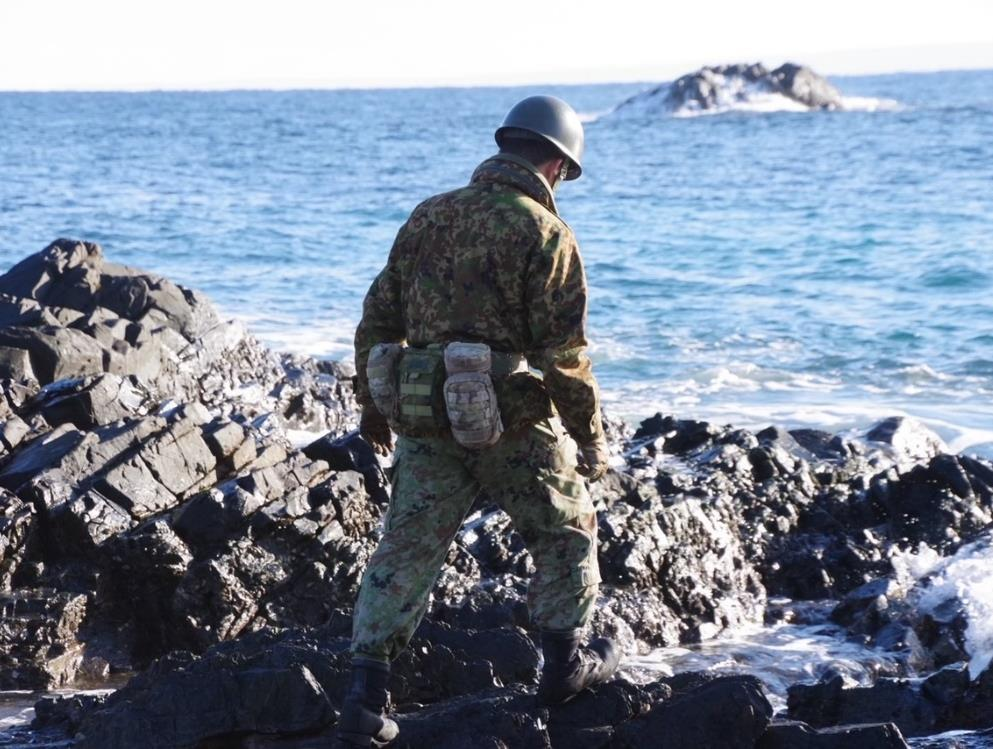
第12普通科連隊による地上捜索

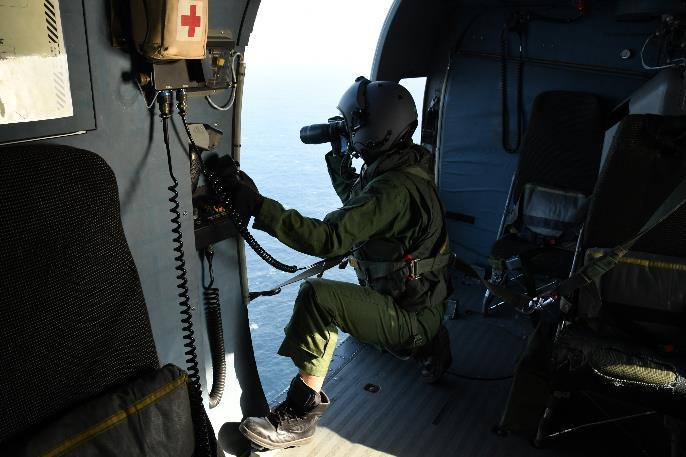
SH-60K哨戒ヘリコプターからの捜索

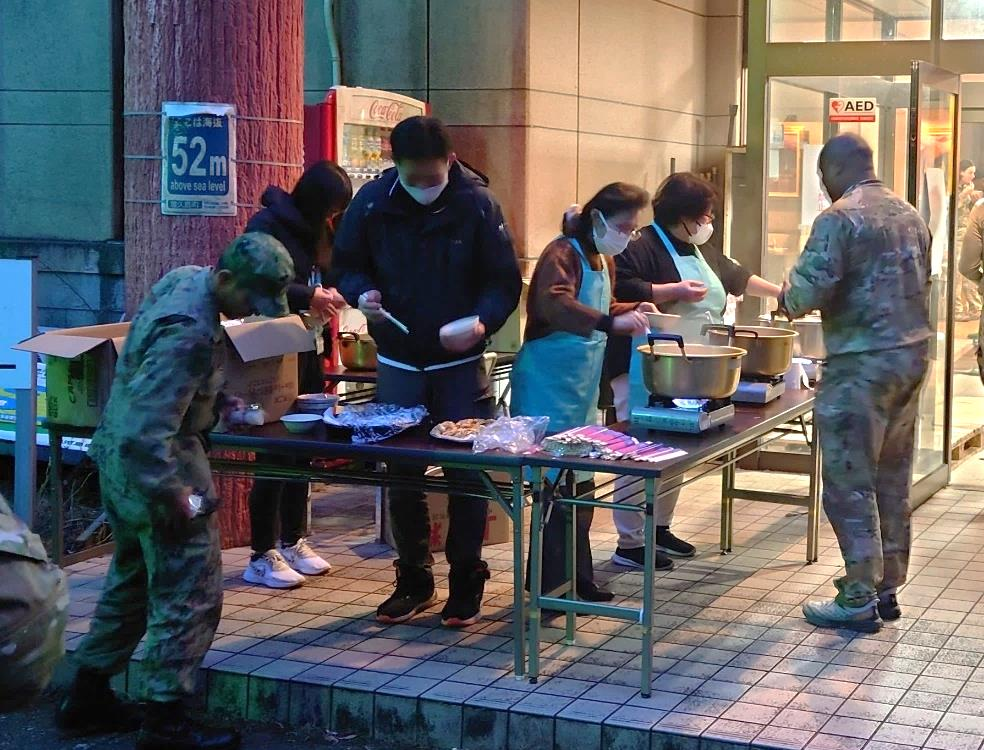
屋久島町地域女性団体連絡協議会による、日米捜索部隊への炊き出し

捜索救難は、日本の地元漁業従事者や民間ボランティア、海上保安庁、自衛隊、そしてアメリカ軍などが行った。原因究明などの捜査は、日米地位協定などを根拠として、アメリカ軍が主導するものと見られる。

### 11月29日
現場では当初から灰色の事故機残骸とみられる物体が複数確認された。
地元漁船5隻ほどが周辺で漁に従事していたが被害はなく、漁を取りやめて自主的に捜索を開始。15時50分ごろ、地元漁協から海上保安庁に行方不明者1人発見との通報が入り、海上保安庁が収容し病院に搬送するも、17時20分死亡確認。
自衛隊は、14時40分ごろに事故機が不時着水したとの情報を受理。14時58分以降自主派遣による捜索救助活動を開始。
航空兵力としては15時26分から16時11分までの間に、海上自衛隊第1航空群のP-1哨戒機2機、同第212教育航空隊のSH-60回転翼哨戒機1機、同第22航空群のSH-60回転翼哨戒機1機、航空自衛隊第603飛行隊のE-2C早期警戒機1機、同新田原救難隊のU-125A救難捜索機1機およびUH-60J回転翼救難機3機が離陸し、以後捜索救難を実施。また、17時31分以降陸上自衛隊西部方面航空隊のLR-2連絡偵察機1機が映像伝送を実施した。
海上自衛隊艦艇部隊は16時4分から17時35分までの間に、護衛艦隊 第12護衛隊の護衛艦「とね」、掃海隊群第2掃海隊の掃海艇「たかしま」、護衛艦隊第13護衛隊の多機能護衛艦「のしろ」、同「みくま」、掃海隊群第1掃海隊の掃海母艦「うらが」、佐世保地方隊のミサイル艇「しらたか」が佐世保基地を、掃海隊群第3掃海隊の掃海艇「みやじま」が呉基地を出港。
陸上自衛隊は、16時30分以降北熊本駐屯地所在の第42即応機動連隊の初動対処部隊約40名が高遊原分屯地へ前進待機したが、19時10分に派遣取り止めとなり帰隊。
海上保安庁は、第十管区海上保安本部の「たかちほ」などの巡視船艇6隻と航空機3機で捜索救難を実施。

### 11月30日
29日に発見された死者1名について事故機乗組員と判明。午後に種子島空港でアメリカ軍側へ引き渡された。
海上保安庁は巡視船艇により、海底の状況を画像化できるサイドスキャンソナーを用いた海中捜索を実施。屋久島空港の沖合およそ1.2 km地点にある、水深およそ30 mの海底の複数の場所で、機体の一部の可能性がある反応が確認され、潜水士による捜索を行うも、発見には至らなかった。
屋久島漁協所属の地元漁船10隻ほどが、11時から16時ごろまで捜索を実施。漁船では回収できない大きな残骸や、タンク、かばんやリュックなどを発見し、回収できたものは安房港に陸揚げしたが、行方不明者の発見には至らなかった。
陸上自衛隊は0時以降、国分駐屯地所在の第12普通科連隊基幹の主力約100名が民間フェリーにより屋久島へ移動を開始。15時5分以降、同連隊基幹の先遣隊約30名が現地で地上捜索活動を開始。また14時14分以降、西部方面航空隊のLR-2連絡偵察機1機が映像伝送を実施。
海上自衛隊は、0時31分から1時43分までの間にミサイル艇「しらたか」、多機能護衛艦「のしろ」、同「みくま」、護衛艦「とね」が現着し捜索救難を開始。また、5時4分には掃海母艦「うらが」が、10時51分には掃海艇「たかしま」が現着し捜索救難を開始。加えて、12時50分に第43掃海隊の掃海艇「とよしま」が下関基地を出港。
航空自衛隊は0時5分以降、新田原救難隊のU-125A捜索救難機のべ3機、3時30分以降UH-60J回転翼救難機のべ4機が捜索救難を実施。
現場海域では事故機の救命いかだが発見されたが、海上保安庁巡視船による確認の結果行方不明者は乗っていなかった。

### 12月1日
旧屋久島町役場に、捜索に対する現地連絡調整所がおかれ、自衛隊や第十管区海上保安本部の要員が業務開始。
第十管区海上保安本部は巡視船艇4隻と航空機1機で捜索継続。引き続きサイドスキャンソナーによる捜索を実施、30日に機体の一部の可能性がある反応が複数確認された、屋久島空港の沖合およそ1.2 km地点の海域を重点的に行った。また、特殊救難隊の隊員3人が水深30 mの海底に潜り捜索を行った。
海上自衛隊は、0時2分に第4護衛隊群第8護衛隊の汎用護衛艦「きりさめ」、12時22分に掃海艇「とよしま」が現着し、以後捜索救難を実施。ミサイル艇「しらたか」、多機能護衛艦「のしろ」、同「みくま」、護衛艦「とね」、掃海母艦「うらが」、掃海艦「ひらど」、掃海艇「みやじま」、同「たかしま」は引き続き捜索救難を実施。
航空自衛隊は2時10分以降、新田原救難隊のUH-60J回転翼救難機のべ4機、4時55分以降、U-125A捜索救難機のべ2機が捜索救難を実施。
陸上自衛隊は8時以降、第12普通科連隊基幹の主力を含む約110名が現地で地上捜索活動を開始。また9時55分以降、第12普通科連隊のドローン1機が捜索を実施。
アメリカ軍は、およそ10人がゴムボートで海に出て捜索を行った。

### 12月2日
屋久島の安房港では、8時過ぎから事故機の一部とみられる大きな残骸が引き揚げられた。残骸は数メートルあり、全体が灰色で窓のような穴が空いていて損傷が激しかった。現場ではアメリカ軍とみられる関係者が見守りつつ、作業員がフォークリフトでトラックの荷台に積み込んだ。
第十管区海上保安本部は巡視船艇2隻と航空機1機で捜索継続。サイドスキャンソナーによる捜索を屋久島空港の沖合2か所で行った。また、特殊救難隊による潜水捜索も継続した。加えて、ドローンであるMQ-9Bシーガーディアンによる捜索も行った。
航空自衛隊は3時15分以降、新田原救難隊のU-125A捜索救難機のべ3機、5時44分以降、UH-60J回転翼救難機のべ2機が捜索救難を実施。
陸上自衛隊は8時以降、第12普通科連隊基幹の主力を含む約110名が現地で地上捜索活動を実施。また8時46分以降、第12普通科連隊のドローン1機が捜索を実施。
海上自衛隊は、ミサイル艇「しらたか」が捜索活動終了。多機能護衛艦「のしろ」、同「みくま」、汎用護衛艦「きりさめ」、護衛艦「とね」、掃海母艦「うらが」、掃海艦「ひらど」、掃海艇「とよしま」、同「みやじま」、同「たかしま」は引き続き捜索救難を実施。
アメリカ海兵隊は、現場での捜索救難のためMV-22オスプレイを投入し、2機が奄美空港に飛来した。うち1機は屋久島へ向かったが、もう1機は約7時間離陸できず待機、九州防衛局は理由を「整備が必要であったため」とし、その間に3機目が飛来し部品を降ろした後離陸、待機していた機体は整備後離陸した。

### 12月3日
旧屋久島町役場の現地連絡調整所に、内部部局（地方協力局)、統合幕僚監部、九州防衛局、沖縄防衛局の要員が加わり、引き続き関係機関との調整等の業務を実施。
海上自衛隊艦艇はこれまでに救命いかだや機体の一部と見られる物体を回収。多機能護衛艦「みくま」、掃海艇「たかしま」が捜索活動終了。多機能護衛艦「のしろ」、汎用護衛艦「きりさめ」、護衛艦「とね」、掃海母艦「うらが」、掃海艇「とよしま」、同「みやじま」は捜索活動を継続。13時2分以降、第22航空群のSH-60K回転翼哨戒機1機が捜索救難を実施。
陸上自衛隊は8時以降、第12普通科連隊基幹の主力を含む約110名が現地でドローン使用を含む地上捜索活動を実施。また15時以降、同連隊による地上映像伝送を実施。
航空自衛隊は9時以降、新田原救難隊のU-125A捜索救難機1機が捜索救難を実施。
海上保安庁は、巡視船艇3隻と航空機1機で捜索を実施、合わせて潜水士により水中捜索を実施。
日本側が回収した事故機の残骸などが、安房港から屋久島空港に着陸した米軍輸送機に運ばれ、引き渡された。第十管区海上保安本部は、日米地位協定に関する合意議事録で「日本の当局は、合衆国軍隊の財産について、捜索、差し押さえまたは検証を行う権利を行使しない」などとされていることを根拠としている。このため、捜査への日本の関与は不可能とみられる。
アメリカ軍は捜索に空母「カール・ビンソン」を投入すると発表した。また、アメリカ空軍は死亡者1人が横田基地に所属する24歳の隊員であると発表。アメリカ海兵隊のMV-22オスプレイは、奄美空港経由で2機が飛来した。

### 12月4日
昼過ぎ、海上自衛隊とアメリカ海軍の艦艇3隻、ボート5隻などからなる合同潜水士チームが、屋久島空港の東南沖約1 km周辺海中で、事故機コックピットを含む機体の前方部分のように見え、大破している残骸および5名の遺体を発見し、うち2人を収容した。15時前にはアメリカ軍の大型輸送機が屋久島空港にて残骸等の引き渡しを受けた。
屋久島町地域女性団体連絡協議会が、自衛隊や米軍などの捜索部隊に対する炊き出しを行った。
海上自衛隊は、8時50分以降掃海隊群第1掃海隊の掃海艦「ひらど」が現着し以後捜索救難を実施。多機能護衛艦「のしろ」、汎用護衛艦「きりさめ」、護衛艦「とね」、掃海母艦「うらが」掃海艇「とよしま」、掃海艇「みやじま」は捜索活動を継続。
航空自衛隊は、新田原救難隊のUH-60J回転翼救難機による捜索を実施。
陸上自衛隊は、第12普通科連隊基幹の主力を含む約110名が現地でドローン使用を含む地上捜索活動を継続。
海上保安庁は、巡視船艇2隻と航空機1機で捜索を実施、合わせて潜水士により水中捜索を実施。

### 12月5日
海上自衛隊は、多機能護衛艦「のしろ」、護衛艦「とね」、掃海艇「みやじま」が捜索活動終了。掃海母艦「うらが」、汎用護衛艦「きりさめ」、掃海艦「ひらど」、掃海艇「とよしま」は捜索活動継続。
航空自衛隊は、新田原救難隊のU-125A捜索救難機による捜索を実施。
陸上自衛隊は、第12普通科連隊基幹の主力を含む約110名が現地でドローン使用を含む地上捜索活動を継続。
海上保安庁は、巡視船艇3隻と航空機1機で捜索を実施。

### 12月6日
海上自衛隊は、10時40分に掃海艇「ししじま」、同45分に汎用護衛艦「うみぎり」が現着し以後捜索活動を実施。掃海艇「とよしま」が捜索活動終了。掃海母艦「うらが」、汎用護衛艦「きりさめ」、掃海艦「ひらど」は捜索活動継続。「きりさめ」搭載のSH-60K回転翼哨戒機1機が捜索を実施。
航空自衛隊は、新田原救難隊のUH-60J回転翼救難機による捜索を実施。
陸上自衛隊は、第12普通科連隊基幹の主力を含む約110名が現地でドローン使用を含む地上捜索活動を継続。
海上保安庁は、巡視船艇3隻と航空機1機で捜索を実施。

### 12月7日
自衛隊は、これまでに水上、水中、地上捜索により機体の一部らしきものおよび救命いかだなどを発見回収。
海上自衛隊は、掃海母艦「うらが」、汎用護衛艦「きりさめ」、同「うみぎり」、掃海艦「ひらど」、掃海艇「ししじま」が捜索活動継続。「きりさめ」および「うみぎり」搭載のSH-60K回転翼哨戒機
が捜索を実施。
航空自衛隊は、新田原救難隊のU-125A捜索救難機による捜索を実施。
陸上自衛隊は、第12普通科連隊基幹の主力を含む約110名が現地でドローン使用を含む地上捜索活動を継続。
海上保安庁は、巡視船艇2隻と航空機1機で捜索を実施。

### 12月8日
海上自衛隊は8時以降、掃海母艦「ぶんご」、補給艦「とわだ」が現着し、以後捜索活動実施。汎用護衛艦「きりさめ」、同「うみぎり」が捜索活動終了。掃海母艦「うらが」、掃海艦「ひらど」、掃海艇「ししじま」が捜索活動継続。「うみぎり」搭載のSH-60K回転翼哨戒機が捜索を実施。
航空自衛隊は、新田原救難隊のUH-60J回転翼救難機による捜索を実施。
陸上自衛隊は、第12普通科連隊基幹の主力を含む約110名が現地でドローン使用を含む地上捜索活動を継続。
海上保安庁は、巡視船艇2隻と航空機1機で捜索を実施。

### 12月9日
陸上自衛隊は、第12普通科連隊基幹の主力を含む約110名が捜索活動終了。
海上自衛隊は、掃海母艦「うらが」、掃海艇「ししじま」が捜索活動終了。補給艦「とわだ」、掃海母艦「ぶんご」、掃海艦「ひらど」が捜索活動継続。
航空自衛隊は、新田原救難隊のU-125A捜索救難機およびUH-60J回転翼救難機による捜索を実施。

### 12月10日
アメリカ海軍およびアメリカ空軍特殊作戦コマンド第1特殊作戦飛行隊（嘉手納基地所在）の潜水士がさらに1人の事故機乗組員を発見、収容された。遺体は種子島空港にてアメリカ軍輸送機に引き渡された。
6時30分ごろ、アメリカ陸軍の揚陸艇「カラボザ」が安房港に入港し、潜水作業用のボンベなどを搭載した後出港し、午後からオスプレイの主要部分が見つかった地点などで捜索を実施。
海上自衛隊は、補給艦「とわだ」、掃海母艦「ぶんご」、掃海艦「ひらど」が捜索活動継続。
航空自衛隊は、新田原救難隊のU-125A捜索救難機およびUH-60J回転翼救難機による捜索を実施。

### 12月11日
海上保安庁は、巡視船2隻と航空機1機で捜索を実施。
海上自衛隊は、補給艦「とわだ」、掃海母艦「ぶんご」、掃海艦「ひらど」が捜索活動継続。
航空自衛隊は、新田原救難隊のU-125A捜索救難機およびUH-60J回転翼救難機による捜索を実施。

### 12月12日
海上保安庁は、巡視船2隻と航空機1機で捜索を実施。
海上自衛隊は、12時以降に多機能護衛艦「のしろ」が復帰し以後捜索活動を実施（2回目）。補給艦「とわだ」、掃海母艦「ぶんご」、掃海艦「ひらど」が捜索活動継続。12時44分以降、「のしろ」搭載のSH-60K回転翼哨戒機が捜索活動を実施。
航空自衛隊は、新田原救難隊のU-125A捜索救難機による捜索を実施。
アメリカ軍は、揚陸艇やボートにより捜索を継続。

### 12月13日
海上自衛隊は、補給艦「とわだ」が捜索活動終了。多機能護衛艦「のしろ」、掃海母艦「ぶんご」、掃海艦「ひらど」が捜索活動継続。「のしろ」搭載のSH-60K回転翼哨戒機が捜索活動を実施。
航空自衛隊は、新田原救難隊のU-125A捜索救難機による捜索を実施。
海上保安庁は、巡視船2隻と航空機1機で捜索を実施。

### 12月14日
海上自衛隊は、多機能護衛艦「のしろ」が捜索活動終了。掃海母艦「ぶんご」、掃海艦「ひらど」が水中捜索を実施。
航空自衛隊は、捜索活動を終了。
海上保安庁は、巡視船2隻と航空機1機で捜索を実施。

### 12月15日
海上自衛隊は、掃海母艦「ぶんご」、掃海艦「ひらど」が水中捜索を実施。
海上保安庁は、巡視船2隻と航空機1機で捜索を実施。

### 12月16日
海上自衛隊は、掃海母艦「ぶんご」、掃海艦「ひらど」が水中捜索を実施。
海上保安庁は、巡視船2隻と航空機1機で捜索を実施。

### 12月17日
海上自衛隊は、掃海艦「ひらど」が捜索活動終了。掃海母艦「ぶんご」が水中捜索を実施。
海上保安庁は、巡視船2隻と航空機1機で捜索を実施。

### 12月18日
海上自衛隊は、掃海母艦「ぶんご」が水中捜索を実施。
海上保安庁は、巡視船2隻と航空機1機で捜索を実施。

### 12月27日
米軍が単独で、事故機の残骸本体部分の一部を引き揚げ。

## 反応

### 議会
12月21日、屋久島町議会は、オスプレイ墜落事故に関し、日本政府に対する事故原因の究明と再発防止策を求める意見書と、米国政府への抗議決議を、全会一致で可決した。